# Acarapis

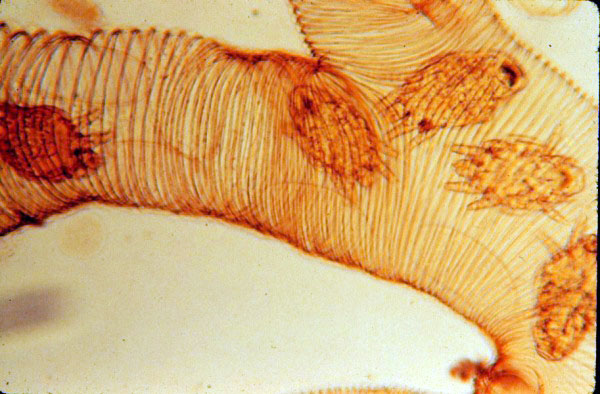
Acarapis woodi в трахеях пчёл.

Acarapis (лат.) — род паразитических тромбидиформных клещей семейства Tarsonemidae из подотряда Prostigmata. Включает опасных паразитов медоносных пчёл Apis mellifera (Acarapis woodi).

## Распространение
Встречаются всюду, где разводят медоносных пчёл Apis mellifera: Европа, Азия, Северная Америка, Южная Америка, Африка.

## Описание
Микроскопического размера клещи (длина менее 0,2 мм).
Стилеты хелицер длинные, прямые. У личинок ноги II и III-й пар редуцированы, у них отсутствуют коготки и вертикальные сеты; у имаго на лапках тарзус I без сеты pl"; у самок ноги IV-й пары с вертлугом почти такой же длины как два апикальных сегмента вместе; ноги IV-й пары с 5 щетинками; у самцов есть щетинка на вертлугах IV-й пары ног; тарзус I с одним коготком.
Паразитируют на теле и в дыхательной системе медоносных пчёл Apis mellifera. При массовой инфестации клещи Acarapis woodi вызывают ослабление пчёл и болезнь акарапидоз, заканчивающейся гибелью пчелиных семей.
- Acarapis woodi Rennie, 1921
- Acarapis externus Morgenthaler, in Morison, l93l
- Acarapis dorsalis Morgenthaler, 1934
- Acarapis vagans Schneider, l94l